# Kastenlauf

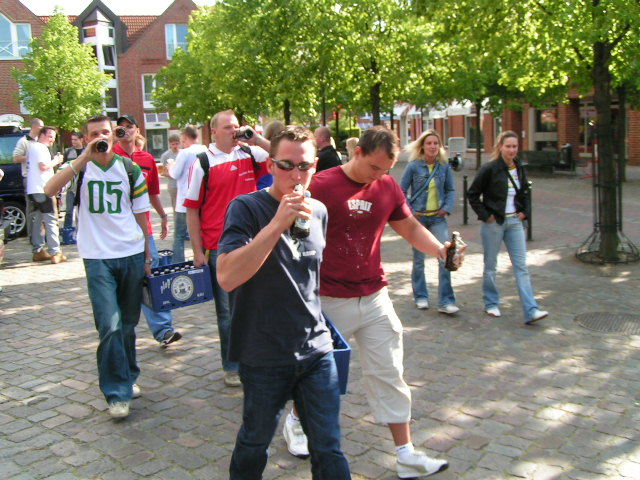
Bierkastenläufer in Harrislee

Der Kastenlauf (auch Bierkastenlauf, Bierlauf, Bierathlon, Bierkastenrennen oder -rallye, Biermarathon, Biergrätle-Race, Kistenlauf oder Harassenlauf) ist ein Wettbewerb, bei dem es darum geht, einen Kasten Bier zu trinken, während man eine festgesetzte Strecke zurücklegt. Üblicherweise wird ein Lauf in Vierer-Teams absolviert. Die Teilnehmerschaft dieses Trinkspiels rekrutiert sich vor allem aus Jugendlichen und jungen Erwachsenen.

## Ablauf
Bei Kastenläufen müssen die Teilnehmer das in Kastenform mitgenommene Bier (von je nach Wettkampfklasse unterschiedlicher Menge) über eine festgelegte Rennstrecke tragen und dabei den Inhalt leertrinken. Gewonnen hat das Team, das zuerst gemeinsam mit dem vollständig leeren Kasten die Ziellinie überschreitet. Der Bierkonsum kann – abhängig von der Größe des Teams – pro Teilnehmer bei bis zu fünf Litern (zuzüglich „Strafbiere“, siehe unten) liegen. Während des Laufes dürfen Pausen gemacht werden. Es darf gegessen werden und auch andere Getränke sind erlaubt. Je nach Veranstaltung gibt es zusätzliche Regeln, die zu beachten sind. Die wichtigste davon ist, das Bier nicht zu verschütten.
Viele Teams starten in ausgefallener Verkleidung und mit umgebauten Kästen. Bisweilen werden den Teilnehmern auch von Seiten der Organisatoren Aufgaben gestellt, die auf der Strecke zu erfüllen sind. Diese Aufgaben können von Wissensfragen über Geschicklichkeitsspiele bis zu sportlichen Anforderungen reichen und sind je nach Grad der Alkoholisierung unter Umständen nicht einfach zu bewältigen. Bei Nichterfüllung der gestellten Aufgaben drohen entweder „Strafbiere“, die die Teilnehmer zusätzlich zu ihrem regulär mitgeführten Bier trinken müssen, oder Zeitstrafen, die abgesessen werden müssen.

## Kritik
Von Seiten des Gesundheits- und Umweltschutzes werden die Kastenläufe kritisiert. Die Veranstaltung führe nicht nur zu Rauschtrinken bei Teilnehmern und Publikum, die Stilisierung des Bierkastenlaufs zur Sportart suggeriere auch Teilnehmern und Außenstehenden, dass hoher Alkoholkonsum eine gesellschaftlich anerkannte Stärke sei, was die Gefahren des Alkoholmissbrauchs verharmlose. Weitere Bedenken beziehen sich auf die Verschmutzung entlang der Wegstrecke durch Vermüllung, also achtloses Liegenlassen von Abfall. Dieser Entwicklung versuchen die Organisationsteams entgegenzuwirken. Deshalb sind in den Reglements mittlerweile auch der Natur- und Umweltschutz verankert, beispielsweise durch die Auflage, dass alle Kronkorken am Ende des Laufes abgegeben werden müssen.

## Begriffsabgrenzung
Vorsicht ist bei dem Begriff Bierathlon geboten, da Bierathlons schon seit den 1990er-Jahren in den Veranstaltungskalendern fast aller Universitäten fest verankert sind. Der Unterschied zum Kastenlauf in diesem Kontext ist der, dass die Teilnehmer keinen Bierkasten transportieren, sondern in einer festgelegten Reihenfolge eine Anzahl von Bars und Studentenclubs in der jeweiligen Stadt anlaufen. Dort trinken die Teilnehmer jeweils ein Bier und bekommen bei erfolgreicher Bewältigung einen Bestätigungsstempel des jeweiligen Clubs auf ihre Starterkarte. Ein Team kommt nur in die Wertung, wenn es im Ziel alle Stempel vorweisen kann. Jedoch wird der Begriff Bierathlon (aufgrund der namentlichen Originalität) auch synonym für Kastenlauf verwendet.

## Deutschland
Veranstaltungen dieser Art lassen sich bis 1982 zurückverfolgen, als einige Münchner Studenten beschlossen, mit einem Kasten Bier von der Studentenstadt quer durch den Englischen Garten bis zum Haus der Kunst zu ziehen. Den großen Aufschwung und eine landesweite Beachtung erlebte diese „Sportart“ nach der Jahrtausendwende durch große Events wie das Bierkastenrennen Köln, Bierkistenrennen am Kirnbergsee im Schwarzwald, Hurlacher Bierkastenrennen, Kastenlauf Fulda, Bierathlon Dormagen, Kistenrennen in Braunschweig und in den neuen Bundesländern das Kastenrennen in Beeskow und der Spreelauf bei Cottbus. Diese großen Sieben waren auch maßgeblich daran beteiligt, den Ehrenkodex des Bierkastenlaufes aufleben zu lassen. Dieser besagt, dass niemals Urheberrechte auf Kastenläufe in Deutschland zu erheben seien, um die Veranstaltung in ihrer Urform allen Bürgern zur Selbstorganisation zur Verfügung zu stellen.
Beim Kastenlauf in Fulda im Jahr 2006 brach sich ein 20-jähriger Teilnehmer einen Halswirbel, als er im Zielbereich mit einem Kopfsprung in einen vom Veranstalter aufgestellten Pool sprang. Der Mann ist seitdem querschnittgelähmt.

## Basler Harassenlauf
In der Schweiz findet alljährlich am 1. Mai ein Harassenlauf (Harass: Helvetismus für Kiste) von Reinach nach Münchenstein statt. Erstmals wurde er 1994 von einer Gruppe Reinacher Skater ausgetragen. Als Strecke wurden die über vier Kilometer zwischen dem Schwimmbad Reinach und dem Wolkenhügel in der Parkanlage Grün 80 gewählt. Der Sieger erhielt das Pfand aller ins Ziel gebrachten Harassen.
Unter den Jugendlichen sprach sich dieser Anlass schnell herum, sodass jedes Jahr mehr Personen daran teilnahmen, ohne dass es einen tatsächlichen Organisator gäbe. Seit mehreren Jahren nahmen jeweils zwischen 2000 und 3000 Personen teil. Der Harassenlauf hat mittlerweile in der Jugendszene eine hohe Attraktivität und ein großes Einzugsgebiet, wobei immer noch der Spaß und somit das „kollektive Trinken“ und nicht der eigentliche Wettbewerb im Vordergrund steht. Da es keine Organisatoren gibt, gibt es keine klaren Regeln und auch keine Kontrollen (z. B. dass kein Bier verschüttet wird).
Aufgrund der vielen Abfälle (insbesondere Glasscherben) wird der ursprüngliche Weg durch das Naturschutzgebiet der Reinacher Heide mittlerweile von der Gemeinde Reinach mit Schranken abgeriegelt und die Menschenmassen werden umgeleitet. Bisher konnten keine Organisatoren haftbar gemacht werden.
Im Jahre 2009 kam es zu einer Messerstecherei und zu einer Schlägerei, bei der ein Teilnehmer am Kopf schwer verletzt wurde. Angesichts dieser Entwicklung haben die Gemeinden Reinach und Münchenstein den Harassenlauf ab 2010 wie jede andere Großveranstaltung einer Bewilligungspflicht unterstellt.
Da 2010 kein Gesuch für den Harassenlauf gestellt wurde, erklärten der Kanton Baselland und die Gemeinde Münchenstein den Anlass als illegal. Da in Internet-Foren und Social Media die Initianten und Fans zum Trotz zur Teilnahme aufriefen, reagierte die Polizei mit einem Großaufgebot. Rund 400 Polizisten stießen auf rund 200 Harassenläufer. Die Auseinandersetzung zwischen den Ordnungshütern und den meist jugendlichen Harassenlauf-Teilnehmern verlief – abgesehen von kleineren Provokationen und Scharmützeln – friedlich.

## Weitere Varianten
Eine weitere Variante des Kastenlaufs ist das vor allem im östlichen Ruhrgebiet bekannte und beliebte „Kastenrennen“. Dieses unterscheidet sich von herkömmlichen Kastenlauf dadurch, dass es keine vorgegebene Strecke gibt, sondern verschiedene Zwischenziele, die im Laufe des Wettbewerbs erreicht werden müssen. Es besteht eine große Ähnlichkeit zu einer Stadtrallye. Einziger Unterschied ist, dass es neben dem Erreichen der Zwischenziele nur die Aufgabe gibt, den Kasten auszutrinken. Diese Zwischenziele, meist lokale Sehenswürdigkeiten oder Orte, zu denen die Teilnehmer persönliche Erinnerungen haben, werden vor dem Wettbewerb gemeinsam ausgesucht und nach einer Abstimmung veröffentlicht. Beliebte Ziele sind Industriedenkmäler, Schlösser bzw. Burgen oder Wahrzeichen der Stadt oder der Region. Hierdurch entsteht eine kulturelle Note, welche bei anderen Kastenläufen nicht vorhanden ist.
Während des Wettbewerbs sind alle öffentlichen Nahverkehrsmittel erlaubt, wodurch auch die Planung der Route und der Verkehrsmittel eine große Rolle spielt, um erfolgreich teilzunehmen. Jeweils zwei Personen bilden ein Team, wobei es jedem Team selbst überlassen ist, wie der Bierkasten aufgeteilt wird. Um allen Teilnehmern die Heimreise zu erleichtern, befindet sich das Ziel in der Regel in der Innenstadt oder in der Nähe einen Knotenpunktes des öffentlichen Nahverkehrs. Zusätzlich besteht so die Möglichkeit, sich und die anderen Teams in einer Bar oder einem Club zu feiern und sich über die erlebten Ereignisse des Tages auszutauschen.